# Julian Lakes
Julian Lakes är en sjö i Australien. Den ligger i delstaten Tasmanien, i den sydöstra delen av landet, omkring 140 kilometer nordväst om delstatshuvudstaden Hobart. Den ligger vid sjön Lake Furmage.
I omgivningarna runt Julian Lakes växer i huvudsak buskskog. Trakten runt Julian Lakes är nära nog obefolkad, med mindre än två invånare per kvadratkilometer. Genomsnittlig årsnederbörd är 1 605 millimeter. Den regnigaste månaden är juli, med i genomsnitt 178 mm nederbörd, och den torraste är februari, med 73 mm nederbörd.